# Kasvisaari
Kasvisaari är en ö i Finland. Den ligger i sjön Pyhäselkä och i kommunen Libelits i den ekonomiska regionen  Joensuu ekonomiska region  och landskapet Norra Karelen, i den sydöstra delen av landet, 400 km nordost om huvudstaden Helsingfors. Öns area är 0,7 hektar och dess största längd är 140 meter i sydväst-nordöstlig riktning.